# Prunus tama-clivorum
Prunus tama-clivorum är en rosväxtart som beskrevs av Oohara, Shunsuke Serizawa och Wakab..
Prunus tama-clivorum ingår i släktet prunusar och familjen rosväxter. Inga underarter finns listade i Catalogue of Life.